# Castelu
Castelu é uma comuna romena localizada no distrito de Constanţa, na região de Dobruja. A comuna possui uma área de 61.56 km² e sua população era de 4953 habitantes segundo o censo de 2007.